# میرزا حسن‌خان ساعدالوزرا
میرزا حسن خان ساعدالوزاره   از سیاستمداران ایرانی بود، که در دوره دوم  بعنوان نماینده تهران در مجلس شورای ملی حضور داشت.